# Route nationale 34 (Luxemburg)
Die N34 ist eine kurze, aber sehr stark befahrene luxemburgische Nationalstraße, die auf einer Länge von 3,3 km durch den Kanton Luxemburg zwischen den Kommunen Strassen, Bartringen und den Stadtteil Luxemburg-Merl verläuft.
Sie zweigt von der Kreuzung zur N  in Merl (Helfenter Bréck) aus Richtung Nordwesten ab. Gleich darauf unterquert sie die  und verläuft anschließend entlang der CFL-Linie 6 durch das Gewerbegebiet Bourmicht und weiter zwischen den Industriegebieten von Strassen am Schwimmbad „Les Thermes“ nach Bartringen, wo sie sich mit der N  und der CR 181 kreuzt.
Sie verläuft von dort aus entlang dem Centre d’intervention et d’entretien des autoroutes (auch Sitz von CITA), unterquert die Rue des Romains und mündet dann in den Kreisverkehr Tossebierg direkt vor dem Einkaufszentrum Belle Étoile, durch den auch die N  führt.

## Historische Entwicklung
- Vor 1995 bestand bereits eine Straße von Helfent nach Bartringen und Strassen, die nach 2000 durch die N34 abgelöst wurde.
- Der Bau der heutigen N34 begann in den 2000er Jahren zwischen der Route d’Arlon (N6) und der rue de l’Industrie in Bertrange/Strassen (Mémorial A77/1998[1] / Mémorial A119/2000)[2]; Klassifizierung erfolgte 2021.

## Bildergalerie

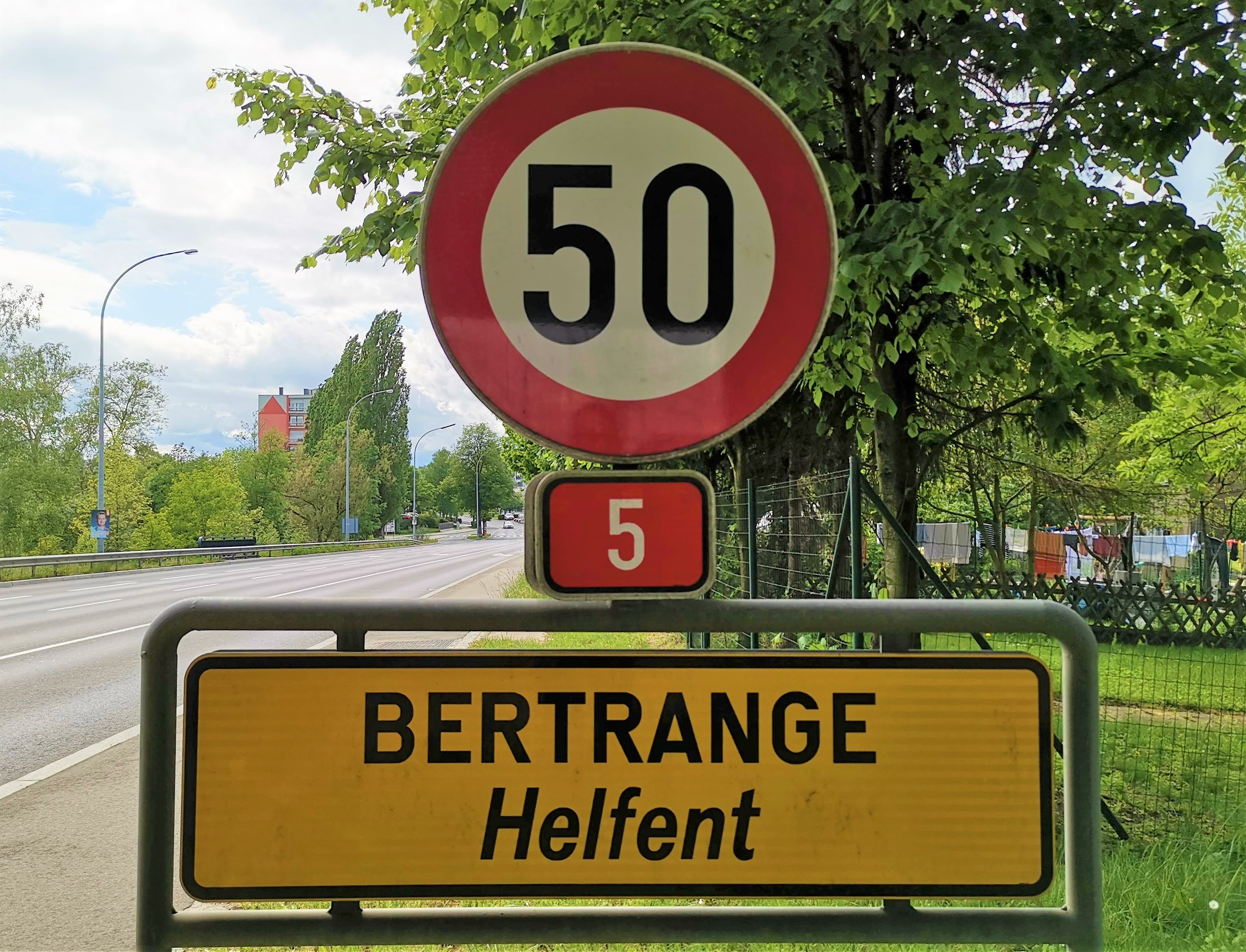
N5 in Helfent